# 魚崎北町
魚崎北町（うおざききたまち）は、兵庫県神戸市東灘区の町名の一つで、旧・魚崎町域（魚崎地区）のうち鳴尾御影線の南北周辺に相当する。平成17年国勢調査（2005年10月1日現在）における世帯数は2,892、人口6,737で内男性3,271人・女性3,466人
。
郵便番号は、658-0082。

## 地理
南東端の1丁目から順に南西端が4丁目、北東端が5丁目で北西端の8丁目まである。東は天上川を挟んで鳴尾御影線以南が北青木、同以北が本山南町、南は魚崎中町、西は住吉川を挟んで住吉東町、北は甲南町と隣り合う。
1970年（昭和45年）6月1日に魚崎町横屋字真福の一部が1丁目と5丁目（一部）、魚崎町横屋字宮元・川井（一部）がそれぞれ2・3丁目の全域および4丁目の一部、魚崎町横屋字川原新田・大川原（一部）・寺西が4丁目の残り、魚崎町横屋井手が5丁目の残り、魚崎町横屋字川井（一部）・内田（一部）が6・7丁目、魚崎町横屋字内田・大川原のそれぞれ一部が8丁目として住居表示実施で誕生した。

### 丁目
基本データは以下の通り。人口・世帯数は2024年（令和6年）9月30日現在、面積は2020年（令和2年）10月1日現在。
| 町名           | 人口    | 世帯数    | 面積            |
| -------------- | ------- | --------- | --------------- |
| 魚崎北町一丁目 | 925人   | 469世帯   | 0.046309562 km2 |
| 魚崎北町二丁目 | 624人   | 288世帯   | 0.043032424 km2 |
| 魚崎北町三丁目 | 556人   | 264世帯   | 0.033382177 km2 |
| 魚崎北町四丁目 | 1,548人 | 753世帯   | 0.069443698 km2 |
| 魚崎北町五丁目 | 1,098人 | 598世帯   | 0.047447493 km2 |
| 魚崎北町六丁目 | 1,186人 | 596世帯   | 0.050197786 km2 |
| 魚崎北町七丁目 | 649人   | 306世帯   | 0.036894245 km2 |
| 魚崎北町八丁目 | 431人   | 218世帯   | 0.049026402 km2 |
| 合計           | 7,017人 | 3,492世帯 | 0.375733787 km2 |

### 地価
住宅地の地価は、2014年（平成26年）1月1日の公示地価によれば、魚崎北町8-3-3の地点で284,000円/m2となっている。2024年（令和6年）同日の公示地価による同地点は355,000円/m2であった。

## 歴史
阪神・淡路大震災の際には、発災当日（1995年1月17日）の午後2時過ぎに火災が発生し、約100世帯が全焼した。出火原因は不明ながら、損害保険会社や共済組合は、地震による火災には保険金を支払わないとする約款に基づき、保険金の支払いを拒否したため、1996年11月に魚崎北町の住民73人が支払いを求めて提訴した。1995年2月23日放送のクローズアップ現代（NHK総合）は、「壊れた街をどう立て直すのか〜東灘区・魚崎北町の模索〜」と題し、被災した家屋やビルの取り壊しが簡単には進まない当時の状況を放送した。

### 町名の変遷
| 昭和25年4月1日                                                              | 昭和45年6月1日 |
| --------------------------------------------------------------------------- | -------------- |
| 魚崎町横屋字真福（中部、魚崎中町になった以外）                              | 魚崎北町一丁目 |
| 魚崎町横屋字宮本（北半、魚崎中町になった以外）、 魚崎町横屋字川井（南部）   | 魚崎北町二丁目 |
| 魚崎町横屋字宮本（北半、魚崎中町になった以外）、 魚崎町横屋字川井（南部）   | 魚崎北町三丁目 |
| 魚崎町横屋字宮本（北半、魚崎中町になった以外）、 魚崎町横屋字川井（南部）   | 魚崎北町四丁目 |
| 魚崎町横屋字川原新田                                                        |                |
| 魚崎町横屋字大川原（南部、昭和32年4月1日に魚崎町魚崎字東松原になった以外）  |                |
| 魚崎町横屋字寺西                                                            |                |
| 魚崎町横屋字真福（北部）                                                    | 魚崎北町五丁目 |
| 魚崎町横屋字井手                                                            | 魚崎北町五丁目 |
| 魚崎町横屋字川井（北部）、 魚崎町横屋字内田（東南部、甲南町になった以外）   | 魚崎北町六丁目 |
| 魚崎町横屋字川井（北部）、 魚崎町横屋字内田（東南部、甲南町になった以外）   | 魚崎北町七丁目 |
| 魚崎町横屋字内田（西南部、甲南町になった以外）、 魚崎町横屋字大川原（北部） | 魚崎北町八丁目 |

### 人口の変遷
総数 [世帯数： 、人口： ]
| 1970年（昭和45年） | 1,879世帯 6,291人 |
| 1975年（昭和50年） | 2,009世帯 6,184人 |
| 1980年（昭和55年） | 2,179世帯 6,123人 |
| 1985年（昭和60年） | 2,185世帯 5,960人 |
| 1990年（平成2年）  | 2,288世帯 5,927人 |
| 1995年（平成7年）  | 1,484世帯 3,663人 |
| 2000年（平成12年） | 2,763世帯 6,470人 |
| 2005年（平成17年） | 2,892世帯 6,737人 |
| 2010年（平成22年） | 3,032世帯 6,877人 |
| 2015年（平成27年） | 3,190世帯 7,061人 |
| 2020年（令和2年）  | 3,294世帯 6,989人 |
| 2024年（令和6年）  | 3,492世帯 7,017人 |

## 交通
魚崎北町には神戸市バスが乗り入れており、魚崎北町1丁目、魚崎北町7丁目、新反高橋、川井公園、つるぎ の5つのバス停がある。
- 魚崎北町1丁目バス停[24]
  - ■ 34系統 JR甲南山手
  - ■ 34系統 魚崎車庫前
  - ■ 34系統 魚崎浜町北
- 魚崎北町7丁目バス停[24]
  - ■ 35系統 阪神御影南口
  - ■ 35系統 魚崎車庫前
  - ■ 35系統 魚崎浜町北
  - ■ 39系統 阪神御影
- 新反高橋/川井公園/つるぎバス停[25]
  - ■ 37系統 JR甲南山手
  - ■ 37系統 御影上ノ山

## 施設

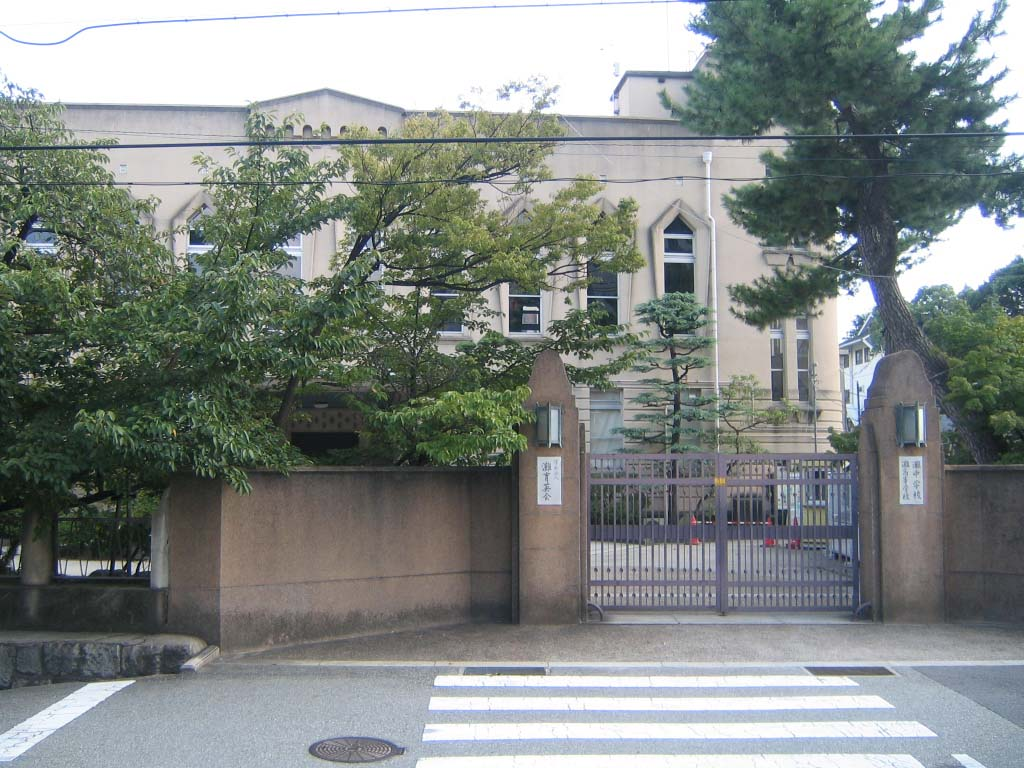
灘中学校・高等学校（八丁目）

- 横屋八幡神社（二丁目）
- 川井公園（二丁目）
- 魚崎墓地（四丁目）
- 灘中学校・高等学校（八丁目）